# Starogard Gdański
Starogard Gdański (äldre svenska: Stargard, tyska: Preußisch Stargard) är en stad i Pommerns vojvodskap i Polen.

## Historia
Starogard skänktes
1198 av hertig Primislav av Pommerellen till
johanniterna. 1461 erövrades det av Tyska orden
samt intogs därefter flera gånger av polackerna samt erövrades av svenskarna i juni 1626 och december 1655, utrymdes av dem i september 1657, men återtogs 8 maj 1659.
Under preussiskt styre tillhörde staden regeringsområdet Danzig i provinsen Westpreussen och hade 10 419
invånare 1910. Efter första världskriget införlivades staden med den andra polska republiken.